# Harry Hjörnes plats
Harry Hjörnes plats (Göteborgs kommun: Harry Hjörnes Plats) ligger i stadsdelen Inom Vallgraven i centrala Göteborg. Platsen hette tidigare Kompasstorget. Den uppkallades 1984 efter Göteborgs-Postens tidigare ägare och chefredaktör, Harry Hjörne. Han är representerad av en minnesplakett placerad i den låga, ringlande murkonstruktionen i mitten av platsen.

## Läge och omgivningar
Den cirka 300 kvadratmeter stora platsen ligger där Östra Larmgatan, Kungsgatan, Fredsgatan och Trädgårdsgatan möts, cirka 100 meter nordost om "Karl IX:s ryttarstaty i Göteborg" (ofta kallad "Kopparmärra"). Läget vid gångstråk i centrala Göteborg har inneburit att Harry Hjörnes plats omges av butiker, kaféer och restauranger.